# Beaufortia
Beaufortia is een geslacht van straalvinnige vissen uit de familie van de steenkruipers (Balitoridae).

## Soorten
- Beaufortia cyclica Chen, 1980
- Beaufortia fasciolata Nguyen, 2005
- Beaufortia huangguoshuensis Zheng & Zhang, 1987
- Beaufortia intermedia Tang & Wang, 1997
- Beaufortia kweichowensis (Fang, 1931)
- Beaufortia leveretti (Nichols & Pope, 1927)
- Beaufortia liui Chang, 1944
- Beaufortia multiocellata Nguyen, 2005
- Beaufortia niulanensis Chen, Huang & Yang, 2009
- Beaufortia pingi (Fang, 1930)
- Beaufortia polylepis Chen, 1982
- Beaufortia szechuanensis (Fang, 1930)
- Beaufortia triocellata Nguyen, 2005
- Beaufortia zebroidus (Fang, 1930)